# Jacobo María Espinosa
Jacobo María Espinosa de los Monteros y Quintana (Algeciras, 21 de diciembre de 1793-Murcia, 29 de diciembre de 1853) fue un militar y político español.

## Biografía
Militar gaditano de tendencia liberal, hijo del primer barón del Solar de Espinosa, fue interinamente durante 8 días de diciembre de 1837 ministro de la Guerra. Más tarde sería Capitán General de Castilla la Vieja. Después fue Senador por Valencia entre 1843 y 1845 y senador vitalicio desde esa última fecha. Fue el padre de la primera mujer de Antonio Cánovas del Castillo.